# 22 aC

## Esdeveniments

### Imperi romà
- Luci Arrunci és ascendit a consol romà.
- Paul·le Emili Lèpid i Lucius Munatius Plancus són censors.